# وتاگپوتا
وتاگپوتا (به لاتین: Wetagepota) یک منطقهٔ مسکونی در سری‌لانکا است که در استان مرکزی (سری‌لانکا) واقع شده‌است.